# 宇都宮育英高等学校
宇都宮育英高等学校（うつのみやいくえいこうとうがっこう）とは、かつて栃木県にあった高等学校。設置母体は学校法人宇都宮学園。設置学科は定時制課程普通科であった。

## 沿革
※この項の出典は宇都宮文星短期大学の公式サイト内「学名の由来・本校のあゆみ」ページによる。
- 1922年　「栃木県宇都宮実業学校夜学専修科」として設置される
- 1928年　同校第2本科として改組
- 1944年　第2本科の生徒募集を停止
- 1953年　「宇都宮夜間高等学校」設立（第2本科を復活させたものとしている）
- 1956年　「宇都宮育英高等学校」に校名変更
- 1974年　生徒募集停止、休校となる
- 2005年　2004年11月の栃木県私立学校審議会の審議結果を受け、廃止。